# Carl Robinson
Carl Robinson, né le 13 octobre 1976 à Llandrindod Wells, est un footballeur international et entraîneur gallois.

## Biographie

### Parcours de joueur
La carrière de Robinson a commencé en 1996 avec les Wolverhampton Wanderers. En six saisons avec le club de Wolverhampton, Robinson a joué dans plus de 180 matchs, et faisait partie de l'équipe galloise. En 2002 Portsmouth FC a acheté le joueur gallois, mais il a passé la plus grande partie de ce temps prêté aux autres clubs anglais, avant d'être vendu en juin 2004 à Sunderland. Il a été prêté à Norwich City pour la saison 2005-06. Les jaunes de Norwich ont fini par acheter le joueur pour 50 000 livres sterling. Il n'est resté à Carrow Road que pour une année, avant d'être acheté par Toronto FC en janvier 2007.
Comme international, Robinson a joué, depuis 1999, 52 fois pour l'équipe galloise.

### Parcours d'entraîneur
Le 15 mars 2023, il est recruté par D.C. United pour épauler comme entraîneur-adjoint le technicien principal Wayne Rooney.

## Palmarès

### Comme joueur
Shrewsbury Town
- Vainqueur du EFL Trophy en 1996

 Portsmouth FC
- Champion d'Angleterre de deuxième division en 2003

 Sunderland AFC
- Champion d'Angleterre de deuxième division en 2005

 Toronto FC
- Vainqueur du Championnat canadien en 2009
- Finaliste du Championnat canadien en 2008

### Comme entraîneur
Whitecaps de Vancouver
- Vainqueur du Championnat canadien en 2015
- Finaliste du Championnat canadien en 2016 et 2018